# 폴라 맬컴슨
폴라 맬컴슨(Paula Malcomson, 1970년 6월 1일 ~ )은 북아일랜드 배우이다. 벨파스트에서 태어났다. 때로 크레디트에 폴라 윌리엄스(Paula Williams)로도 표기된다.

## 출연 작품

### 영화
- A.I. (2001) - 퍼트리샤 역
- 우리는 언제나 성에 살았다 (2018) - 헬렌 클라크 역

### 텔레비전
- 데드우드 (2004-06)
- 로스트 (2006)
- 썬즈 오브 아나키 (2010)
- 레이 도노반 (2013-17)
- 메이어 오브 킹스타운 (2024)